# 慶円寺 (葛飾区)
慶円寺（けいえんじ）は、東京都葛飾区にある浄土宗の寺院。

## 歴史
1609年（慶長14年）、五郎右衛門夫妻の開基である。ある日、五郎右衛門は畑より阿弥陀如来像を掘り出した。五郎右衛門は草庵に阿弥陀像を安置し、夫婦そろって下総国岡田郡飯沼村（現・茨城県常総市）の弘経寺の南誉雪念の下で出家し、五郎右衛門は「林誉慶円」、妻は「円誉秀清」を名乗り、草庵を寺院化した。これが当寺の起源である。
現在の本堂は、1939年（昭和14年）に改築したものである。

## 交通アクセス
- 亀有駅より徒歩16分（経路案内）。
- 金町駅より徒歩17分（経路案内）。